# Castillo de Cadrete
El castillo de Cadrete o castillo de Qadrit es una fortificación de origen islámico situada en el municipio zaragozano de Cadrete, España, a 12 de kilómetros de Zaragoza.

## Historia
El castillo de Cadrete es una construcción de origen islámico, mandada levantar por Abderramán III en el año 935 con motivo del asedio de Saraqusta, cuyo gobernador se declaró en rebeldía tras negarse a seguir ciertas órdenes dictadas por el califa.
Sofocada la revuelta, nada sabemos de esta fortificación hasta comienzos del siglo XIII, momento en que Pedro II de Aragón empeña temporalmente la villa de Cadrete y su fortaleza para saldar la deuda que había contraído con Pedro de Navascués. Décadas después, Jaime I repetirá de nuevo esta operación, en esta ocasión con Artal de Huerto, quien le había realizado un importante préstamo de dinero. A finales de dicha centuria, Alfonso III de Aragón cederá y después venderá a perpetuidad el señorío de Cadrete a Juan Zapata, embajador y Justicia del reino, en manos de cuya familia permanecerá el castillo hasta finales del siglo XIV, momento en que pasará a formar parte de las posesiones del cercano monasterio de Santa Fe de Huerva. Con la expulsión de los moriscos aragoneses en 1610, la fortaleza quedará completamente abandonada, permaneciendo así durante más de tres largos siglos hasta que la lucha iniciada en 2003 por diversas asociaciones, vecinos y el propio ayuntamiento, desembocó en una primera fase de restauración, consolidación y rehabilitación entre mayo de 2011 y agosto de 2012.
El castillo de Cadrete fue incluido como Bien de Interés Cultural con categoría de monumento en la relación de Castillos de Aragón, publicada en la Orden de 17 de abril de 2006 del Departamento de Educación, Cultura y Deporte del Gobierno de Aragón (BOA, n.º 57, de 22/5/2006), en virtud de lo dispuesto en la disposición adicional segunda de la Ley 3/1999, de 10 de marzo, del Patrimonio Cultural Aragonés.

## Descripción
El emplazamiento del castillo de Cadrete sigue los patrones de las fortalezas musulmanas, es decir, se erige sobre un cabezo con defensas naturales a ambos lados, rodeado por montes de mayor de altura que, a la vez que contribuyen a disimular su presencia, le ofrecen un camuflaje excelente que hace más difícil su localización en caso de ataque. Formaba parte del perímetro defensivo de Saraqusta, junto a las fortificaciones de María de Huerva, Cuarte de Huerva, Juslibol, Miranda, Alfocea, Torre de Candespina, El Castellar, Santa Bárbara, Santa Inés y Pola.
Construido en argamasa de yeso, mediante el empleo de la técnica del tapial, el castillo de Cadrete presenta tres recintos bien diferenciados, reformados y ampliados a lo largo de casi 700 años de ocupación. El recinto superior, articulado en torno a un patio abierto, acogió las estancias de mayor relevancia de la fortaleza, como un vestíbulo, un aljibe con capacidad para unos 5000 cántaros, un soportal, una capilla dedicada a San Miguel y otras construcciones de difícil identificación. No obstante, si hay un elemento que sobresale por encima de todos ellos es la imponente torre de cuatro pisos, formada en realidad por una primitiva torre de época califal, posteriormente forrada y recrecida por una segunda torre para tratar de frenar los problemas estructurales de la primera. En su interior, todavía se conservan algunas de las bóvedas originales así como restos de decoración en su tercera planta, lo que podría denotar un uso residencial.
El recinto intermedio, al que se accedía desde el anterior por una escalera de caracol de la que sólo se conservan algunos escalones, se trata de un amplio espacio pendiente todavía de excavación. No obstante, los sondeos realizados parecen indicar que pudo estar dedicado a uso doméstico, sin descartar la presencia de unas cuadras e incluso un pequeño patio de armas.
Una puerta situada en la esquina noroeste del mismo, da acceso al recinto inferior articulado en dos plataformas distintas. Al igual que el anterior, también se halla a la espera de una excavación que revele más datos, aunque gracias a las obras de restauración y rehabilitación sabemos que contaba con dos baluartes defensivos protegidos por varias aspilleras y con una estructura circular revestida de yeso en cuyo centro se sitúa un pilar rectangular, sobre la que se han formulado diversas hipótesis, a la espera de ser corroboradas en futuros trabajos arqueológicos.

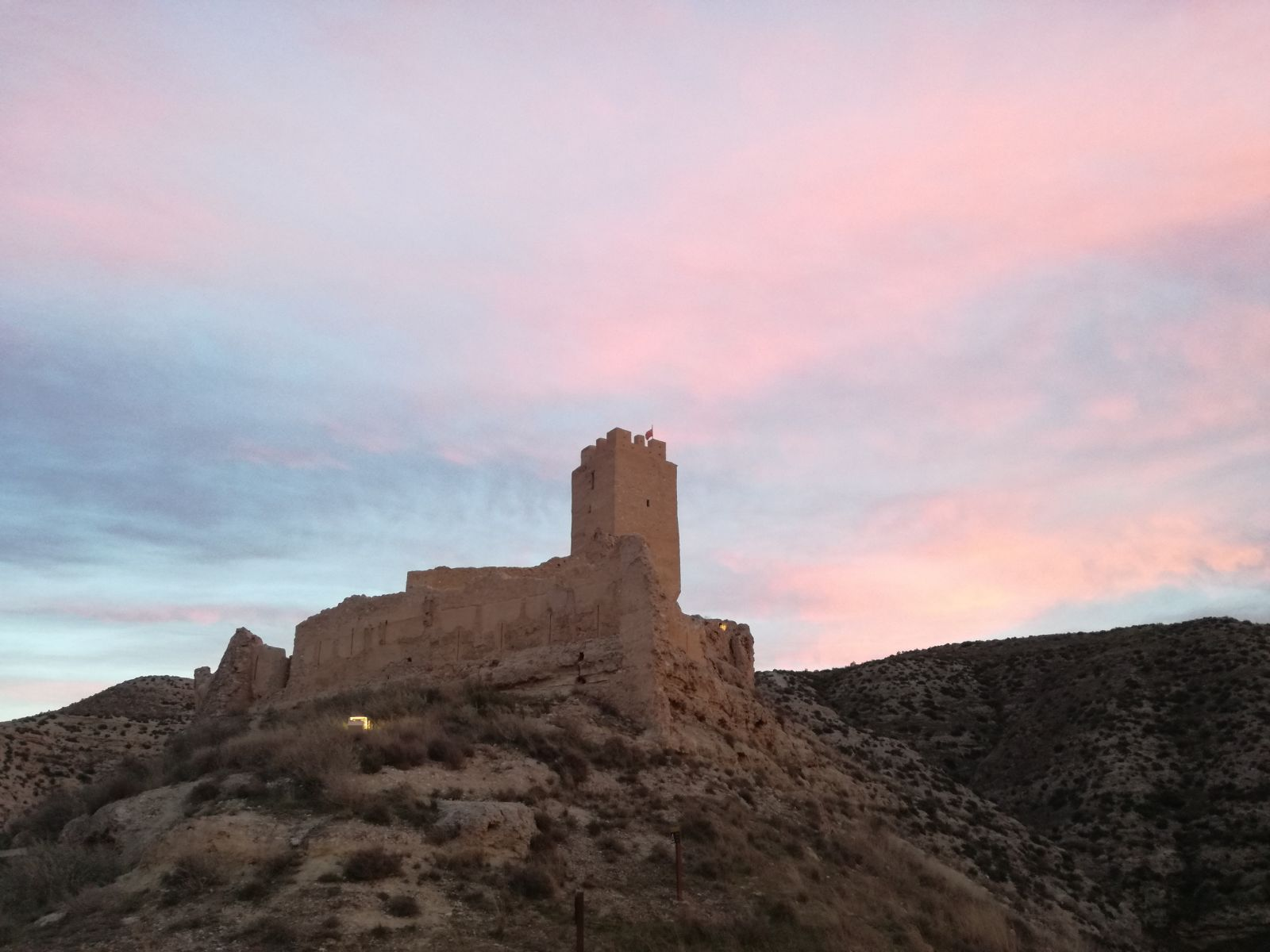
Castillo de Cadrete al atardecer
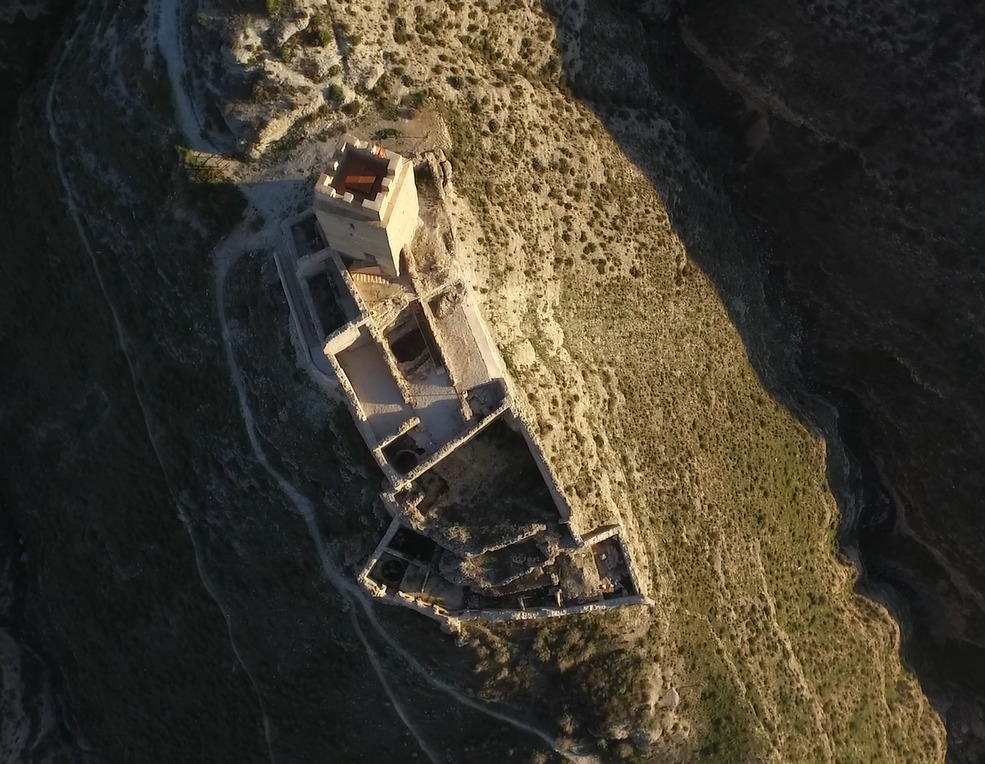
Castillo de Cadrete (vista aérea)
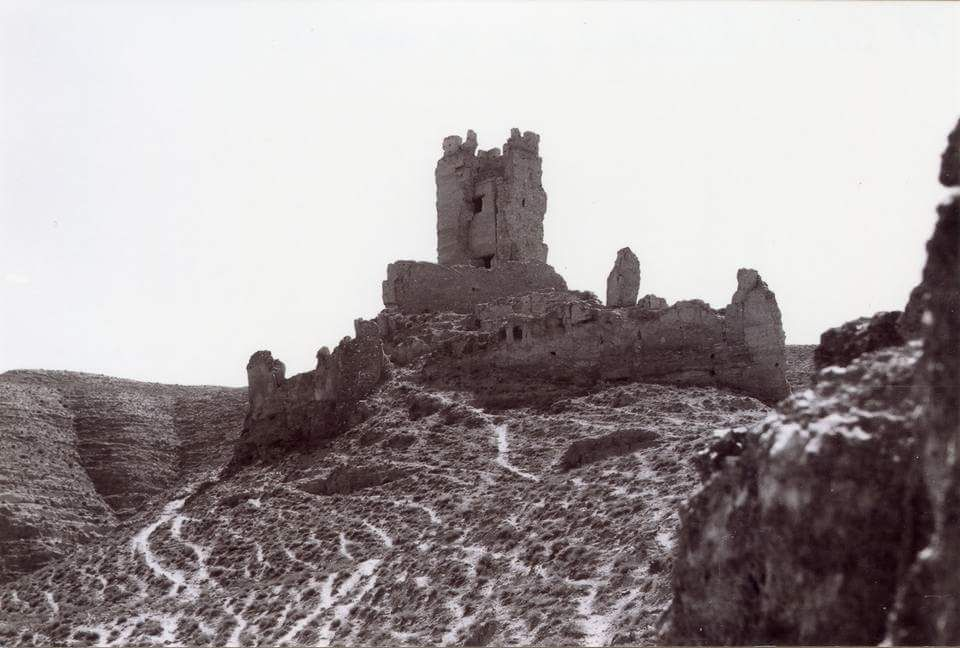
Castillo de Cadrete (años 60)
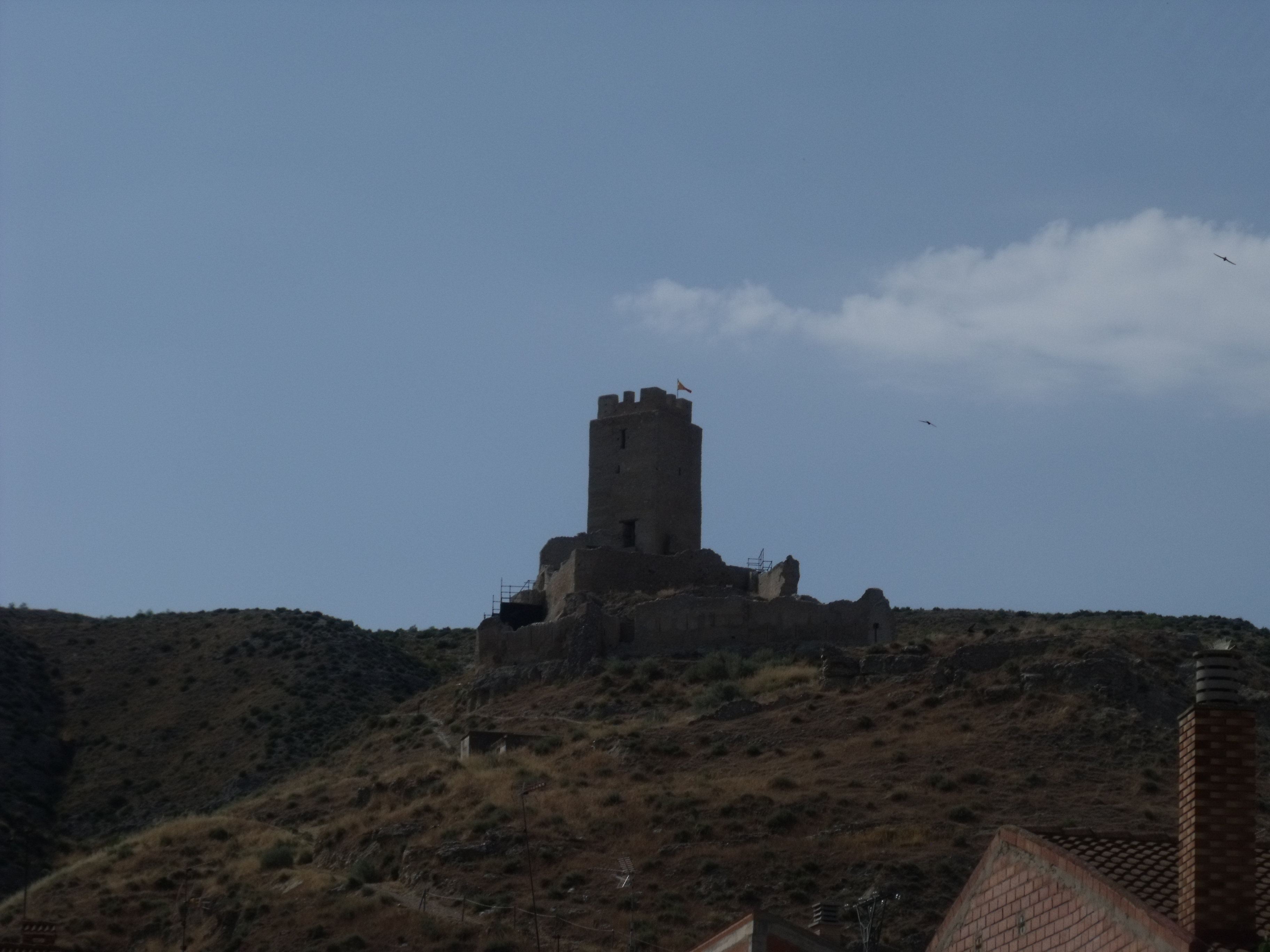
Castillo de Cadrete durante la restauración
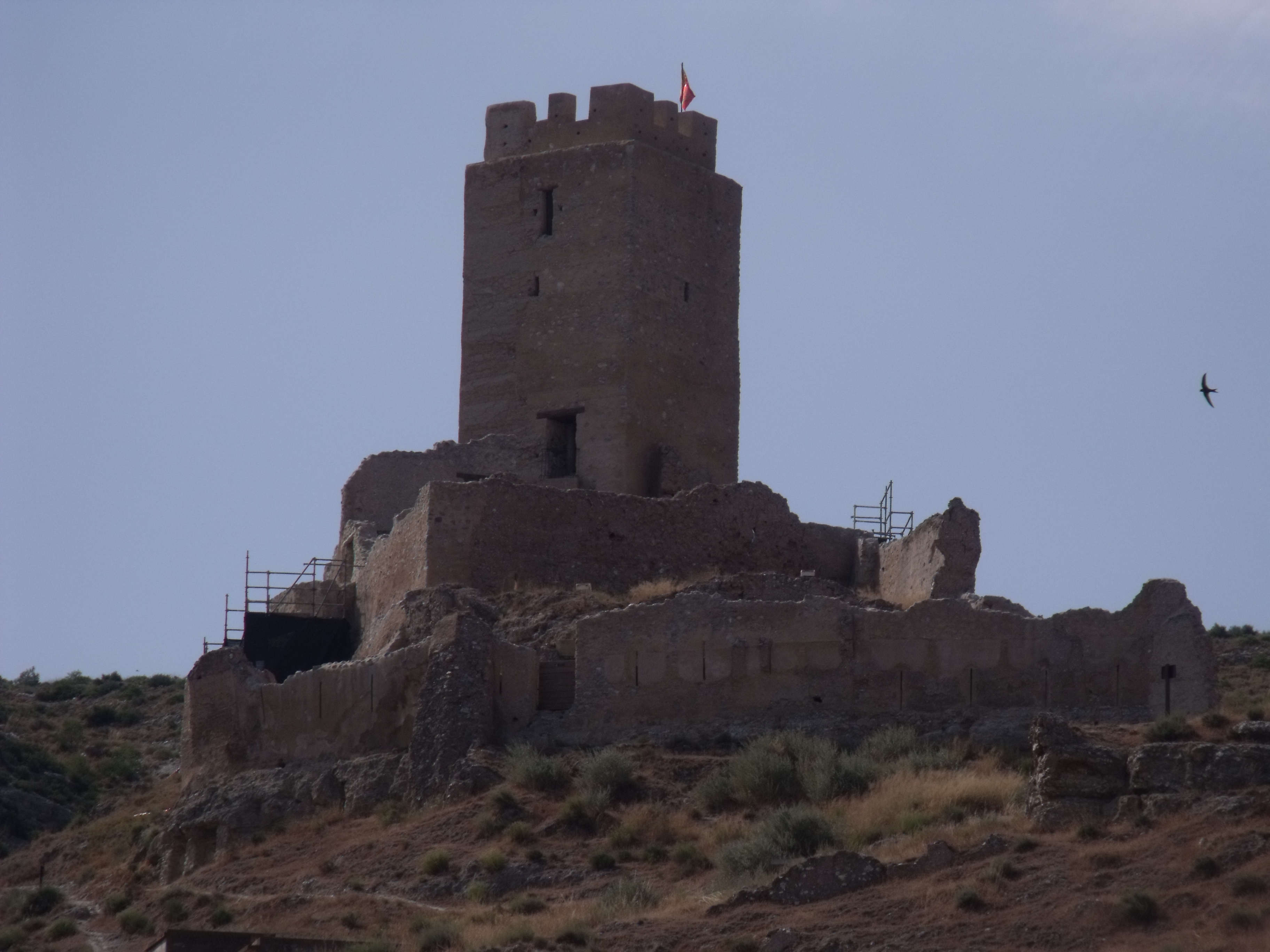
Obras de restauración del Castillo de Cadrete
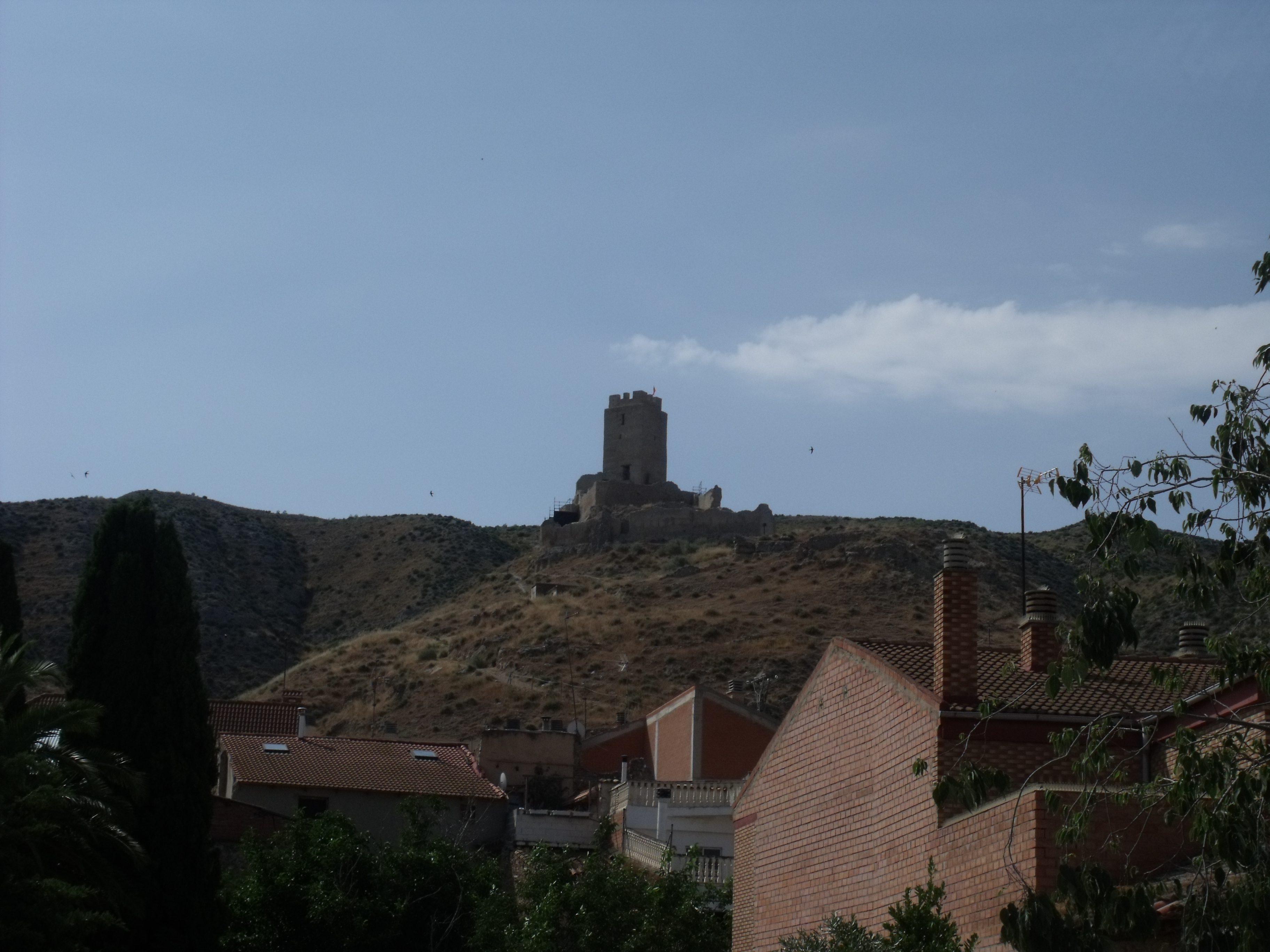
Castillo de Cadrete visto desde la localidad